# Сімоне Пафунді
Сімоне Пафунді (італ. Simone Pafundi, нар. 14 березня 2006, Монфальконе) — італійський футболіст, атакувальний півзахисник «Удінезе» і національної збірної Італії, у складі якої є другим наймолодшим гравцем в історії.

## Клубна кар'єра
Народився 14 березня 2006 року в місті Монфальконе. Починав займатися футболом у місцевій команді «Уніоне Фінкантьєрі», звідки 2014 року перебрався до структури «Удінезе».
У травні 2022 року гравець, якому лише незадовго виповнилося 16 років, дебютував за головну команду «Удінезе» в Серії A. По ходу наступного сезону 2022/23 юний гравець виходив на поле вже у 8 іграх елітного італійського дивізіону.

## Виступи за збірні
2021 року дебютував у складі юнацької збірної Італії (U-16), наразі на юнацькому рівні взяв участь в 11 іграх, відзначившись 5 забитими голами. У складі команди 20-річних ставав срібним призером молодіжного чемпіонату світу 2023 року, на якому відзначився вирішальним голом у півфінальній грі проти південнокорейських однолітків.
Восени 2022 року був уперше викликаний до лав національної збірної Італії. Дебютував у її складі 16 листопада, вийшовши на заміну наприкінці товариської гри проти збірної Албанії. На той момент Пафунді мав вік 16 років 8 місяців і 2 дні, ставши таким чином другим наймолодшим гравцем в історії національної команди після Ренцо Де Веккі, який на момент його дебюту в збірній у 1910 році був майже на півроку молодшим.

## Статистика виступів

### Статистика клубних виступів
Станом на 14 серпня 2023
| Сезон               | Команда             | Чемпіонат           | Чемпіонат | Чемпіонат | Національний кубок | Національний кубок | Національний кубок | Континентальні кубки | Континентальні кубки | Континентальні кубки | Інші змагання | Інші змагання | Інші змагання | Усього | Усього |
| Сезон               | Команда             | Ліга                | Ігор      | Голів     | Ліга               | Ігор               | Голів              | Ліга                 | Ігор                 | Голів                | Ліга          | Ігор          | Голів         | Ігор   | Голів  |
| ------------------- | ------------------- | ------------------- | --------- | --------- | ------------------ | ------------------ | ------------------ | -------------------- | -------------------- | -------------------- | ------------- | ------------- | ------------- | ------ | ------ |
| 2021–22             | «Удінезе»           | A                   | 1         | 0         | КІ                 | 0                  | 0                  |                      | -                    | -                    |               | -             | -             | 1      | 0      |
| 2022–23             | «Удінезе»           | A                   | 8         | 0         | КІ                 | 0                  | 0                  |                      | -                    | -                    |               | -             | -             | 8      | 0      |
| Усього за «Удінезе» | Усього за «Удінезе» | Усього за «Удінезе» | 9         | 0         |                    | 0                  | 0                  |                      | -                    | -                    |               | -             | -             | 9      | 0      |
| Усього за кар'єру   | Усього за кар'єру   | Усього за кар'єру   | 9         | 0         |                    | 0                  | 0                  |                      | -                    | -                    |               | -             | -             | 9      | 0      |

### Статистика виступів за збірну
Станом на 14 серпня 2023
| Дата       | Місто  | Господарі | Результат | Гості  | Турнір           | Голи | Примітки |
| ---------- | ------ | --------- | --------- | ------ | ---------------- | ---- | -------- |
| 16-11-2022 | Тирана | Албанія   | 1 – 3     | Італія | товариський матч | -    | 90'      |
| Усього     |        | Матчів    | 1         |        | Голів            | 0    |          |

| Дата       | Місто            | Господарі                | Результат | Гості          | Турнір                                     | Голи | Примітки |
| ---------- | ---------------- | ------------------------ | --------- | -------------- | ------------------------------------------ | ---- | -------- |
| 21-05-2023 | Мендоса          | Італія                   | 3 – 2     | Бразилія       | Молодіжний чемпіонат світу 2023 - 1-й етап | -    | 75'      |
| 24-05-2023 | Мендоса          | Італія                   | 0 – 2     | Нігерія        | Молодіжний чемпіонат світу 2023 - 1-й етап | -    | 59'      |
| 27-05-2023 | Мендоса          | Домініканська Республіка | 0 – 3     | Італія         | Молодіжний чемпіонат світу 2023 - 1-й етап | -    | 41' 46'  |
| 08-06-2023 | Ла-Плата (місто) | Італія                   | 2 – 1     | Південна Корея | Молодіжний чемпіонат світу 2023 - півфінал | 1    | 82'      |
| 11-06-2023 | Ла-Плата (місто) | Уругвай                  | 1 – 0     | Італія         | Молодіжний чемпіонат світу 2023 - Фінал    | -    | 56'      |
| Усього     |                  | Матчів                   | 5         |                | Голів                                      | 1    |          |